# 白色上帝
《白色上帝》（匈牙利語：Fehér isten）是一部穆德卢佐·凯内尔执导的2014年匈牙利电影。该片赢得第67届戛纳电影节一种关注单元最佳电影奖；片中的狗也获得棕榈狗奖。影片代表匈牙利角逐第87届奥斯卡最佳外语片，并于2015年3月27日上映。

## 剧情
讲述的是一个小女孩与家狗霍根的故事。她与父亲之间存在隔阂，而又因当地政府对杂种狗征税，导致这条狗被其父遗弃。这条狗经历了疑惑、彷徨、恐惧和成长。同时，女孩拼命寻找它，却因寻找无果而只能留下无助的泪水。与此同时，狗狗霍根却逐步成为狗族的领袖，并最终率领无数流浪狗冲破铁栏展开一场复仇之旅。

## 角色
- Zsófia Psotta - Lili
- Sándor Zsótér - Dániel
- Lili Horváth - Elza
- Szabolcs Thuróczy - Old man
- Lili Monori - Bev
- Gergely Bánki - Dog-catcher
- Tamás Polgár - Dog-catcher